# زنبق هزارمسجدی
زنبق هزار مسجدی (نام علمی: Iris loczyi) نام یک گونه از سرده زنبق است.